# آندرس ریدبرگ
آندرس ریدبرگ (انگلیسی: Anders Rydberg; ۳ مارس ۱۹۰۳ – ۲۶ اکتبر ۱۹۸۹) بازیکن فوتبال اهل سوئد بود.
از باشگاه‌هایی که در آن بازی کرده‌است می‌توان به باشگاه فوتبال گوتبورگ اشاره کرد.
وی همچنین در تیم ملی فوتبال سوئد بازی کرده‌است.